# Formula Tasman
Formula Tasman je nekdanje dirkaško prvenstvo formul v Avstraliji in na Novi Zelandiji, ki je dobilo ime po Tasmanovem morju, ki ločuje obe državi. Potekalo je med sezonama 1964 in 1975, najuspešnejša dirkača v zgodovini serije pa sta Graham McRae in Jim Clark s po tremi naslovi prvaka.

## Prvaki
| Sezona | Dirkač          | Dirkalnik              | Zmage | Stopničke | Točke   | Razlika (toč) |
| ------ | --------------- | ---------------------- | ----- | --------- | ------- | ------------- |
| 1975   | Warwick Brown   | Lola T332-Chevrolet    | 2     | 4         | 31      | 1             |
| 1974   | Peter Gethin    | Chevron B24-Chevrolet  | 2     | 5         | 41      | 15            |
| 1973   | Graham McRae    | McRae GM1-Chevrolet    | 3     | 5         | 40      | 11            |
| 1972   | Graham McRae    | Leda GM1-Chevrolet     | 4     | 4         | 39      | 11            |
| 1971   | Graham McRae    | McLaren M10B-Chevrolet | 3     | 5         | 35      | 4             |
| 1970   | Graeme Lawrence | Ferrari 246T           | 1     | 5         | 30      | 5             |
| 1969   | Chris Amon      | Ferrari 246T           | 4     | 6         | 44      | 14            |
| 1968   | Jim Clark       | Lotus 49T-Cosworth DFW | 4     | 5         | 44      | 8             |
| 1967   | Jim Clark       | Lotus 33-Climax FPF    | 3 (5) | 6 (8)     | 45 (63) | 27            |
| 1966   | Jackie Stewart  | BRM P261               | 4     | 5         | 45      | 15            |
| 1965   | Jim Clark       | Lotus 32B-Climax FPF   | 3 (4) | 4 (5)     | 35 (44) | 11            |
| 1964   | Bruce McLaren   | Cooper T70-Climax FPF  | 3     | 5 (7)     | 39 (47) | 6             |